# Parc de sculptures forgées de Donetsk
Le parc de sculptures forgées de Donetsk est un parc de sculptures en métal forgé situé à Donetsk, capitale administrative de l'oblast de Donetsk, en Ukraine.
Le parc a été inauguré en 2001. Depuis 2005 est organisé chaque année, le troisième dimanche de septembre, un festival de forgeage de sculptures ; la sculpture la plus remarquable est ensuite installée à demeure dans le parc.